# Nouvelle cuisine
La Nouvelle cuisine es un acercamiento a la cocina y la presentación de alimentos en la cocina francesa. En contraste con la cocina clásica, una forma más antigua de la alta cocina, la nouvelle cuisine se caracteriza por platos más ligeros, más delicados y un mayor énfasis en la presentación. Fue popularizado en la década de 1960 por los críticos de alimentos Henri Gault, que inventó la frase, y sus colegas André Gayot y Christian Millau en una nueva guía de restaurantes, el Gault-Millau o Le Nouveau Guide. Como consecuencia de una estética más delgada, una consciencia sobre la fragilidad de la vida, a raíz de la II Guerra Mundial.

## Características
La presentación de la comida y el atractivo visual son fundamentales en la nouvelle cuisine. La comida tenía que estimular los cinco sentidos, especialmente la vista. Se dejó de delegar la tarea de la presentación de la comida en los camareros, como sucede en la haute cuisine (alta cocina); los platos se servían ya presentados desde la cocina. Se puso mayor hincapié en el uso de hierbas y especias, y las salsas y caldos usados eran más livianos. Se dejó de usar también la harina como espesante de salsas, y se reemplazó por salsas más livianas espesadas con yemas de huevo, manteca y crema. La nouvelle cuisine creó platos livianos con sabores distintivos, combinando sabores en lugar de cubrirlos, y resaltó también un servicio de mesa menos entrometido. Los platos simples pero elegantes y los sabores puros son las principales características de la nouvelle cuisine.

## Variantes
Aunque en su momento la nouvelle cuisine fue considerada como un desvío radical con respecto a la cocina clásica, ya no tiene ese mismo grado de revolucionaria. En ese sentido, ha sido reemplazada por la cocina posmoderna o cocina molecular o también llamada cocina tecnoemocional (la cual pretende cautivar los sentidos del comensal a través de diversas técnicas sofisticadas) de chefs como Ferran Adrià y Heston Blumenthal.
- Datos: Q664910
- Multimedia: Nouvelle cuisine / Q664910